# 라모트땃쥐
라모트땃쥐(Crocidura lamottei)는 땃쥐과에 속하는 포유류의 일종이다. 베넹, 부르키나 파소, 카메룬, 코트디부아르, 감비아, 가나, 기니비사우, 라이베리아, 말리, 나이지리아, 세네갈, 시에라리온 그리고 토고에서 발견된다. 자연 서식지는 건조한 사바나와 습윤 사바나 지역이다.